# Kristián Hynek
Kristián Hynek (19 de mayo de 1980) es un deportista checo que compitió en ciclismo de montaña en la disciplina de campo a través.
Ganó tres medallas en el Campeonato Mundial de Ciclismo de Montaña en Maratón entre los años 2012 y 2019, y tres medallas en el Campeonato Europeo de Ciclismo de Montaña en Maratón entre los años 2012 y 2016.

## Medallero internacional
| Campeonato Mundial | Campeonato Mundial                      | Campeonato Mundial | Campeonato Mundial |
| Año                | Lugar                                   | Medalla            | Competición        |
| ------------------ | --------------------------------------- | ------------------ | ------------------ |
| 2012               | Ornans (Francia)                        | Medalla de bronce  | Campo a través     |
| 2016               | Laissac (Francia)                       | Medalla de bronce  | Campo a través     |
| 2019               | Grächen (Suiza)                         | Medalla de plata   | Campo a través     |
| Campeonato Europeo |                                         |                    |                    |
| Año                | Lugar                                   | Medalla            | Competición        |
| 2012               | Jablonné v Podještědí (República Checa) | Medalla de oro     | Campo a través     |
| 2013               | Singen (Alemania)                       | Medalla de bronce  | Campo a través     |
| 2016               | Sigulda (Letonia)                       | Medalla de bronce  | Campo a través     |